# 福王和幸
福王 和幸 （ふくおう・かずゆき、1973年（昭和48年）7月30日 - ）は、ワキ方福王流能楽師。兵庫県西宮市出身。

## 人物
福王流十六世宗家福王茂十郎の長男。父に師事。弟は福王知登（能楽師）、福王忠世（サッカー選手）。

## 芸歴
1977年（昭和52年）、４歳で初舞台
1983年（昭和58年）、『岩船』で初ワキ
1995年（平成7年）、「大阪咲くやこの花賞」 受賞
1997年（平成9年）、『道成寺』『張良』を披く
1998年（平成10年）、『羅生門』を披く